# Spowodowanie ciężkiego uszczerbku na zdrowiu
Spowodowanie ciężkiego uszczerbku na zdrowiu – typ zbrodni określony przez polski kodeks karny.

## Typ podstawowy
Polega na pozbawieniu człowieka wzroku, słuchu, mowy, zdolności płodzenia, spowodowaniu innego ciężkiego kalectwa, ciężkiej choroby nieuleczalnej, innego trwałego kalectwa albo trwałej lub znacznej niezdolności do pracy w zawodzie lub trwałego, istotnego zeszpecenia lub zniekształcenia ciała.

## Typy kwalifikowany i uprzywilejowany
Spowodowanie ciężkiego uszczerbku na zdrowiu ze skutkiem śmiertelnym jest definiowane jako nieumyślne spowodowanie śmierci w wyniku dopuszczenia się przestępstwa podstawowego. Grozi za nie pozbawienie wolności na czas nie krótszy od lat 5 albo kara dożywotniego pozbawienia wolności.
Typ uprzywilejowany charakteryzuje się nieumyślnym działaniem sprawcy. Według polskiego kodeksu karnego za taki czyn grozi kara od miesiąca do 3 lat pozbawienia wolności.